# Telatan
Telatan is een bestuurslaag in het regentschap Seluma van de provincie Bengkulu, Indonesië. Telatan telt 778 inwoners (volkstelling 2010).